# Bigattiera

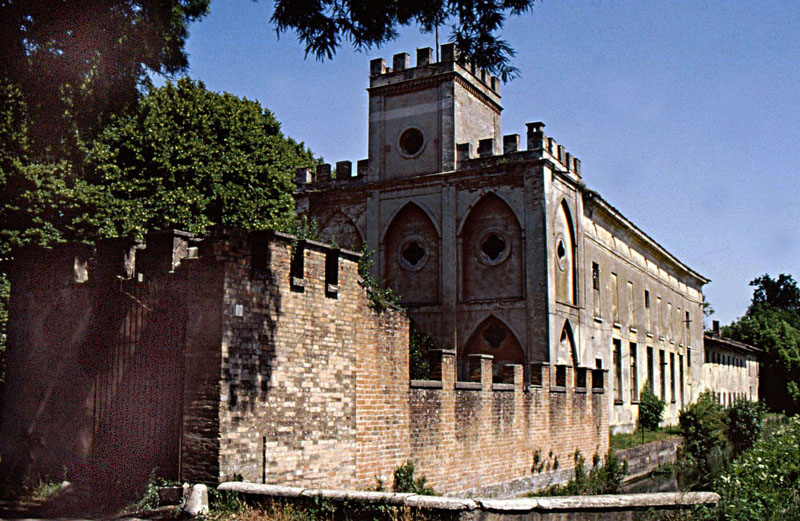
Palazzo Riva di Castel Goffredo

Bigattièra (o bigattàia) è un locale attrezzato per l'allevamento dei bachi da seta.
L'allevamento dei bachi veniva effettuato nelle case dei contadini, le stanze adibite a questo scopo avevano, oltre alle finestre, aperture supplementari sopra le porte o sotto le finestre stesse per garantire l'aerazione. Per contenere i bachi si costruivano graticci o intelaiature in legno con fondo in canne o tela, sovrapponibili per risparmiare spazio, 
Intorno al 1840 Bartolomeo Riva iniziò a Castel Goffredo la coltura del baco da seta su scala industriale, sul modello francese della bigattaia di Camille Beauvais. Questa iniziativa, in competizione con quella iniziata nello stesso periodo da Giuseppe Acerbi, fu l'embrione del futuro distretto tessile, che ha reso Castel Goffredo famosa nel mondo come la “città della calza”.